# Chuck Blazer
Chuck Gordon Blazer (ur. 26 kwietnia 1945 w Nowym Jorku, zm. 12 lipca 2017 w New Jersey) – amerykański działacz sportowy, sekretarz generalny CONCACAF w latach 1990–2011.

## Życiorys
W latach 1990–2011 był sekretarzem generalnym CONCACAF, zaś w latach 1997–2013 członkiem Komitetu Wykonawczego FIFA. Znany był jako uczestnik afery korupcyjnej w FIFA. W 2013 przyznał się przed sądem federalnym, do przyjmowania łapówek w zamian za głosy poparcia dla kandydatur do organizacji mistrzostw świata w piłce nożnej w latach 1998 i 2010. Oskarżany był również o nielegalną sprzedaż biletów podczas Mistrzostwa Świata w Piłce Nożnej 2010 w Południowej Afryce oraz o przyjmowanie i wręczanie łapówek. Pomimo tych oskarżeń nie został aresztowany i do 2015 pozostał w strukturach FIFA jako współpracownik FBI. Po zatrzymaniu czołowych działaczy FIFA w tym Seppa Blattera w 2015, Blazer został dożywotnio odsunięty od pracy w FIFA. Zmarł 12 lipca 2017 w wyniku choroby nowotworowej.